# Julussakonflikt
Der Julussakonflikt war ein Arbeitskonflikt von Flößern, der im Frühjahr 1927 am Fluss Julussa bei Elverum in der Provinz Innlandet stattfand. Er gehört zu den größten Arbeitskonflikten der norwegischen Geschichte.

## Ablauf
Am Julussa arbeiteten etwa 150 Flößer zusammen und waren in einer lokalen Gewerkschaft organisiert, in der Hoffnung, ihre finanzielle Notlage so verbessern zu können. Jedoch galten für Waldarbeiter zu dieser Zeit keine Tarifbindungen, weshalb der Einfluss ihrer Gewerkschaft begrenzt war. Die in der Gewerkschaft organisierten Flößer nahmen 1927 – angeführt von Martin Halstensen – als Mannschaft von 103 Personen gemeinsam an einer Ausschreibung für einen Auftrag teil. Da die Waldbesitzer jedoch der Meinung waren, dass deren Angebot zu hoch war, holten sie sich 73 nicht in Gewerkschaften organisierte Arbeiter, wovon einige keine Erfahrung im Bereich der Flößerei hatten. Das Angebot dieser Gruppe war um 15 Prozent billiger, was Halstensen dazu brachte, sein Angebot um zehn Prozent zu senken. Den Zuschlag bekamen jedoch trotzdem die unorganisierten Arbeiter.
Als die in der Ausschreibung festgelegte Arbeit im Mai 1927 am Julussa durchgeführt werden sollte, kam es an der Grenze zwischen den Gemeinden Elverum und Åmot zu großen Demonstrationen gegen die Streikbrecher. So blockierten die Streikenden etwa am Brattveltdamm die eingesetzten Flößer bei ihrer Arbeit. Am 13. Mai wurden deshalb auf Geheiß des Justizministeriums bewaffnete Polizisten aus Oslo sowie Soldaten in das Gebiet entsendet, um die nicht organisierten Arbeiter zu beschützen. Zwei Tage darauf, am 15. Mai 1927, demonstrierten insgesamt etwa 200 Personen am Brattveltdamm, wovon etwa ein Drittel mit Schusswaffen ausgestattet war. Die Polizisten zwangen die Anwesenden dazu, den Ort zu verlassen und nach Hause zu gehen.
Insgesamt wurden zwei Gewerkschafter verhaftet, ein größerer Konflikt zwischen den Streikenden und den Bewaffneten entstand jedoch nicht. Die Anwesenheit der Beamten führte jedoch zu einer Zuspitzung des Konflikts, so dass die Thematik auch im norwegischen Parlament, dem Storting, besprochen wurde. Die beiden linken Parteien Arbeiderpartiet (Ap) sowie Norges Kommunistiske Parti (NKP) schlugen vor, dass das Parlament das Auftreten der Regierung entschuldigen solle. Sie bekamen für diesen Vorschlag jedoch keine Mehrheit.

## Auswirkungen
Den Arbeitern gelang es nicht, die Arbeit der anderen Gruppe am Julussa zu stoppen. Der Konflikt führte jedoch im Herbst 1927 zur Gründung des Norsk skog- og landarbeiderforbund, einer Gewerkschaft für Wald- und Landarbeiter.
Später kam es zwischen 1930 und 1936 erneut zu einem ähnlichen Konflikt, dem Randsfjordskonflikt, bei dem etwa 2000 Flößer dafür eintraten, dass das für sie problematische Ausschreibungssystem abgeschafft und stattdessen nach Tarif bezahlt werden soll.